# 1902年ウィンブルドン選手権
1902年 ウィンブルドン選手権（1902ねんウィンブルドンせんしゅけん、The Championships, Wimbledon 1902）に関する記事。イギリス・ロンドン郊外にある「オールイングランド・ローンテニス・アンド・クローケー・クラブ」にて開催。

## 大会の流れ
- 男子シングルスは1878年、女子シングルスは1886年から「チャレンジ・ラウンド」（Challenge Round, 挑戦者決定戦）と「オールカマーズ・ファイナル」（All-Comers Final）方式で優勝を決定していた。大会前年度優勝者を除く選手は「チャレンジ・ラウンド」に出場し、前年度優勝者への挑戦権を争う。前年度優勝者は、無条件で「オールカマーズ・ファイナル」に出場できる。チャレンジ・ラウンドの勝者と前年度優勝者による「オールカマーズ・ファイナル」で、当年度の選手権優勝者を決定した。
- 初期のウィンブルドン選手権のように、外国人出場者が少なかった時期は、地元イギリス人選手の国旗表示を省略する。
- 女子ダブルスと混合ダブルスは、最初は「選手権公認外競技」（Non-Championship Event）として扱われた。これは公式競技ではないため、ウィンブルドン選手権の優勝記録表には含まれていないが、日本語版の本記事では女子ダブルスと混合ダブルスの「選手権公認外競技」の結果も記載する。

## 大会前年度優勝者
- 男子シングルス：アーサー・ゴア
- 女子シングルス：シャーロット・クーパー・ステリー
- 男子ダブルス：レジナルド・ドハティー＆ローレンス・ドハティー

## 男子シングルス

### チャレンジラウンド
準々決勝
- ジョシア・リッチー vs. アルフレッド・クローリー　6-2, 6-1, 2-6, 6-3
- シドニー・スミス vs. ハーバート・ローパー・バレット　6-3, 6-4, 6-3
- ローレンス・ドハティー vs. ジョージ・グレビル　6-1, 1-6, 6-3, 7-5
- ハロルド・マホニー vs. フレッド・ペイン　6-2, 6-2, 6-4

準決勝
- ジョシア・リッチー vs. シドニー・スミス　6-4, 4-6, 6-4, 6-4
- ローレンス・ドハティー vs.  ハロルド・マホニー　4-6, 4-6, 8-6, 2-0 （途中棄権）

決勝
- ローレンス・ドハティー vs. ジョシア・リッチー　8-6, 6-3, 7-5

### オールカマーズ決勝
- ローレンス・ドハティー vs. アーサー・ゴア　6-4, 6-3, 3-6, 6-0　（L・ドハティーが本大会の優勝者になる）

## 女子シングルス

### チャレンジラウンド
準々決勝
- ミュリエル・ロブ vs. ヒルダ・レーン　6-1, 7-5
- ドロテア・ダグラス vs. ルース・ダーラッチャー　6-2, 10-8
- アグネス・モートン vs. ウィニフレッド・ロングハースト　6-3, 6-4
- エディット・グレビル vs. バーサ・スティードマン　6-1, 3-6, 6-2

準決勝
- ミュリエル・ロブ vs. ドロテア・ダグラス　6-4, 2-6, 9-7
- アグネス・モートン vs. エディット・グレビル　7-5, 6-4

決勝
- ミュリエル・ロブ vs. アグネス・モートン　6-2, 6-4

### オールカマーズ決勝
- ミュリエル・ロブ vs. シャーロット・クーパー・ステリー　7-5, 6-1　（ロブが本大会の優勝者になる）

## 決勝戦の結果
男子シングルス
- ローレンス・ドハティー vs. アーサー・ゴア　6-4, 6-3, 3-6, 6-0　［オールカマーズ決勝］

女子シングルス
- ミュリエル・ロブ vs. シャーロット・クーパー・ステリー　7-5, 6-1　［オールカマーズ決勝］

男子ダブルス
- シドニー・スミス＆フランク・ライスリー vs. レジナルド・ドハティー＆ローレンス・ドハティー　4-6, 8-6, 6-3, 4-6, 11-9　［オールカマーズ決勝］

女子ダブルス
- シャーロット・クーパー・ステリー＆アグネス・モートン vs. ヒルダ・レーン＆コンスタンス・ウィルソン　不戦勝　［選手権公認外競技］

混合ダブルス
- ローレンス・ドハティー＆シャーロット・クーパー・ステリー vs. クレメント・カザレット＆ミュリエル・ロブ　6-4, 6-3　［選手権公認外競技］